# Bikinmingjaiing
Bikinmingjaiing (weitere Bezeichnungen: Beginnemineaidjerak, Bikirkirjeiōng Island, Bikkenimenshaiarekku-To, Pikenmenmenchaien) ist ein kleines Motu des Likiep-Atolls der pazifischen Inselrepublik Marshallinseln.

## Geographie
Bikinmingjaiing liegt im nördlichen Riffsaum des Likiep-Atolls, zwischen Bikinmingjairik im Südosten und Jeltonet im Nordwesten. Die Insel ist unbewohnt.